# Maratona aquática no Campeonato Mundial de Esportes Aquáticos de 2015 - 5 km por equipe
A prova por equipes da maratona aquática no Campeonato Mundial de Esportes Aquáticos de 2015 foi realizada no dia 30 de julho em Cazã na Rússia. A prova foi composta por três nadadores sendo dois homens e uma mulher, cada um nadou 5 km.

## Medalhistas
| Ouro                                                         | Prata                                                          | Bronze                                                                   |
| Alemanha · Rob Muffels · Christian Reichert · Isabelle Härle | Brasil · Allan do Carmo · Diogo Villarinho · Ana Marcela Cunha | Países Baixos · Marcel Schouten · Ferry Weertman · Sharon van Rouwendaal |

## Resultados
Estes foram os resultados da prova.
| Pos.              | Nacionalidade  | Nadadores                                                  | Tempo     |
| ----------------- | -------------- | ---------------------------------------------------------- | --------- |
| Medalha de ouro   | Alemanha       | Rob Muffels Christian Reichert Isabelle Härle              | 55'14"4   |
| Medalha de prata  | Países Baixos  | Marcel Schouten Ferry Weertman Sharon van Rouwendaal       | 55'31"2   |
| Medalha de bronze | Brasil         | Allan do Carmo Diogo Villarinho Ana Marcela Cunha          | 55'31"2   |
| 4                 | Itália         | Federico Vanelli Simone Ercoli Rachele Bruni               | 55'49"4   |
| 5                 | Estados Unidos | Sean Ryan Jordan Wilimovsky Ashley Twichell                | 55'50"6   |
| 6                 | Austrália      | Jarrod Poort Simon Huitenga Melissa Gorman                 | 56'07"4   |
| 7                 | Hungria        | Dániel Székelyi Gergely Gyurta Éva Risztov                 | 56'08"4   |
| 8                 | Grécia         | Antonios Fokaidis Spyridon Gianniotis Kalliopi Araouzou    | 56'18"6   |
| 9                 | Equador        | Ivan Enderica Ochoa Esteban Enderica Samantha Arévalo      | 56'45"9   |
| 10                | Rússia         | Sergey Bolshakov Daniil Serebrennikov Anastasiia Krapivina | 56'47"0   |
| 11                | França         | David Aubry Marc-Antoine Olivier Aurélie Muller            | 56'50"9   |
| 12                | Espanha        | Héctor Ruiz Antonio Arroyo Erika Villaécija                | 57'16"0   |
| 13                | Argentina      | Gabriel Villagoiz Guillermo Bertola Cecilia Biagioli       | 57'27"8   |
| 14                | China          | Qiao Zhongyi Zu Lijun Yan Siyu                             | 57'53"9   |
| 15                | Portugal       | Vasco Gaspar Rafael Gil Angelica María                     | 58'12"6   |
| 16                | Venezuela      | Wilder Carreño Erwin Maldonado Paola Pérez                 | 58'39"3   |
| 17                | Chéquia        | Ján Kútnik Matěj Kozubek Alena Benešová                    | 59'43"1   |
| 18                | África do Sul  | Chad Ho Daniel Marais Michelle Weber                       | 1h00'31"2 |
| 19                | México         | Daniel Delgadillo Arturo Pérez Vertti Zaira Cardenas       | 1h01'36"6 |
| 20                | Cazaquistão    | Kenessary Kenenbayev Vitaliy Khudyakov Xeniya Romanchuk    | 1h02'12"7 |
| 21                | Egito          | Youssef Hossameldeen Adel Ragab Reem Kaseem                | 1h02'13"1 |
| 22                | Hong Kong      | Tse Tsz Fung Kwan Ho Yin Kwok Cho Yiu                      | 1h05'43"8 |

Legenda
| Recorde mundial       | Recorde mundial (World record)               |                       | Recorde africano                      | Recorde africano (African) |                                           | Q | Classificado por posição (Qualified) |
| Recorde do campeonato | Recorde do campeonato (Championship record)  | Recorde da América    | Recorde da América (Americas)         | q                          | Classificado por melhor tempo (Qualified) |   |                                      |
| Melhor marca do ano   | Melhor marca do ano (World leading)          | Recorde asiático      | Recorde asiático (Asian)              | DNS                        | Não largou (Did not start)                |   |                                      |
| Recorde nacional      | Recorde nacional (National record)           | Recorde europeu       | Recorde europeu (European)            | DNF                        | Não terminou (Did not finish)             |   |                                      |
| Recorde pessoal       | Recorde pessoal do atleta (Personal best)    | Recorde da Oceania    | Recorde da Oceania (Oceania)          | DSQ / DQ                   | Desclassificado (Disqualified)            |   |                                      |
| Recorde da temporada  | Recorde da temporada do atleta (Season best) | Recorde sul-americano | Recorde sul-americano (South America) | NM                         | Sem marca (No mark)                       |   |                                      |